# Stazione meteorologica di Viareggio
La stazione meteorologica di Viareggio è la stazione meteorologica di riferimento relativa alla città di Viareggio.

## Caratteristiche
La stazione meteorologica si trova nell'Italia centrale, in Toscana, in provincia di Lucca, nel comune di Viareggio, a 3 metri s.l.m. e alle coordinate geografiche 43°52′N 10°15′E.
Gestita dal servizio idrologico regionale, facente capo al Compartimento di Pisa a cui invia i dati rilevati, effettua osservazioni su temperatura, precipitazioni, umidità relativa ed eliofania.

## Dati climatologici 1961-1990
In base alla media trentennale di riferimento (1961-1990), la temperatura media del mese più freddo, gennaio, è di +7,7 °C; quella del mese più caldo, luglio, si attesta a +22,9 °C.
Le precipitazioni medie annue si attestano a 960 mm e sono distribuite mediamente in 80 giorni di pioggia, con un minimo relativo in estate ed un picco in autunno.
L'umidità relativa media annua fa registrare il valore di 65,1% con minimi di 60% a gennaio e a febbraio e massimo di 69% a settembre.
L'eliofania assoluta media annua si attesta a 5,9 ore giornaliere, con massimo di 9,2 ore giornaliere a luglio e minimo di 2,8 ore giornaliere a dicembre.
| Viareggio (1961-1990)              | Mesi | Mesi | Mesi | Mesi | Mesi | Mesi | Mesi | Mesi | Mesi | Mesi | Mesi | Mesi | Stagioni | Stagioni | Stagioni | Stagioni | Anno |
| Viareggio (1961-1990)              | Gen  | Feb  | Mar  | Apr  | Mag  | Giu  | Lug  | Ago  | Set  | Ott  | Nov  | Dic  | Inv      | Pri      | Est      | Aut      | Anno |
| ---------------------------------- | ---- | ---- | ---- | ---- | ---- | ---- | ---- | ---- | ---- | ---- | ---- | ---- | -------- | -------- | -------- | -------- | ---- |
| T. max. media (°C)                 | 11,1 | 11,5 | 13,5 | 16,6 | 20,1 | 23,5 | 26,3 | 26,0 | 24,0 | 20,2 | 15,6 | 12,6 | 11,7     | 16,7     | 25,3     | 19,9     | 18,4 |
| T. min. media (°C)                 | 4,4  | 5,2  | 7,0  | 10,1 | 13,6 | 17,1 | 19,5 | 19,1 | 16,8 | 12,9 | 9,3  | 6,0  | 5,2      | 10,2     | 18,6     | 13,0     | 11,8 |
| Precipitazioni (mm)                | 66   | 75   | 73   | 66   | 65   | 43   | 30   | 73   | 75   | 136  | 162  | 96   | 237      | 204      | 146      | 373      | 960  |
| Giorni di pioggia                  | 6    | 7    | 8    | 7    | 7    | 5    | 2    | 4    | 6    | 8    | 11   | 9    | 22       | 22       | 11       | 25       | 80   |
| Umidità relativa media (%)         | 60   | 60   | 61   | 64   | 67   | 68   | 68   | 68   | 69   | 68   | 66   | 62   | 60,7     | 64       | 68       | 67,7     | 65,1 |
| Eliofania assoluta (ore al giorno) | 3,2  | 4,2  | 5,3  | 6,2  | 7,5  | 7,9  | 9,2  | 8,3  | 7,2  | 5,5  | 3,0  | 2,8  | 3,4      | 6,3      | 8,5      | 5,2      | 5,9  |

## Temperature estreme mensili dal 1930 ad oggi
Di seguito sono riportati i valori estremi mensili delle temperature massime e minime registrate dal 1930 ad oggi.
In base alle suddette rilevazioni, la temperatura massima assoluta è stata registrata nel luglio 2017 con +38,6 °C (appare sovrastimato il valore di +37,0 °C riportato nell'agosto 1930), mentre la minima assoluta di -8,7 °C è datata gennaio 1985.
| Viareggio (1930-2023) | Mesi        | Mesi        | Mesi        | Mesi        | Mesi        | Mesi        | Mesi        | Mesi        | Mesi        | Mesi        | Mesi        | Mesi        | Stagioni | Stagioni | Stagioni | Stagioni | Anno |
| Viareggio (1930-2023) | Gen         | Feb         | Mar         | Apr         | Mag         | Giu         | Lug         | Ago         | Set         | Ott         | Nov         | Dic         | Inv      | Pri      | Est      | Aut      | Anno |
| --------------------- | ----------- | ----------- | ----------- | ----------- | ----------- | ----------- | ----------- | ----------- | ----------- | ----------- | ----------- | ----------- | -------- | -------- | -------- | -------- | ---- |
| T. max. assoluta (°C) | 19,8 (1984) | 21,4 (1976) | 26,3 (1974) | 27,0 (1930) | 33,0 (1930) | 36,5 (2019) | 38,6 (2017) | 36,0 (2024) | 36,0 (1982) | 29,1 (1988) | 25,1 (1984) | 22,5 (1989) | 22,5     | 33,0     | 38,6     | 36,0     | 38,6 |
| T. min. assoluta (°C) | −8,7 (1985) | −7,0 (2012) | −6,0 (1971) | 0,0 (1994)  | 3,4 (1976)  | 7,5 (1975)  | 10,5 (1972) | 10,0 (1989) | 6,0 (1972)  | 1,3 (1974)  | −4,0 (1975) | −6,2 (1996) | −8,7     | −6,0     | 7,5      | −4,0     | −8,7 |